# Çò des de Mateuet
Çò des de Mateuet és un edifici de Garòs al municipi de Naut Aran inclòs en l'Inventari del Patrimoni Arquitectònic de Catalunya.

## Descripció
Casa de grans dimensions que correspon a un model de posició socioeconòmica elevada, amb dues plantes i humarau amb quatre "lucanes"; la "bòrda" al cap del carrer. La façana paral·lela a la "capièra" és orientada a migdia, arrebossada i pintada d'una color beix clara. La distribució simètrica de les obertures, amb la porta d'accés en el lloc central, queda reforçada per un sòcol d'uns 60cm, per a evitar la humitat, i una franja horitzontal en relleu que separa les plantes, la qual és ornada amb motius vegetals, verds i vermells, sobre un fons blanc. La porta d'accés, elevada del nivell de terra, presenta els muntants resolts amb blocs de pedra rectangulars, amb sengles daus en la base i coronats per una mena de capitells amb motllures en relleu i un medalló (sense data). La porta d'accés a l'habitatge és constituïda, a la part inferior, per daus rectangulars sobre els que hi ha muntats de pedra i la llinda també de pedra. Les fulles de fusta són dividides per motllures, els plafons amb motius gravats; en la part superior, una franja amb cinc vidres que permet il·luminar l'interior. Com que originàriament confrontava amb Çò deth Sartre (avui desapareguda), les obertures laterals eren situades en la banda de ponent; avui en el "penalèr" de llevant comparteixen dues balconades amb les baranes de fusta tornejades.

## Història
Joan Pont Mateu surt documentat l'any 1613 com a conseller del terçon d'Arties Garòs. D'acord amb això, es pot inferir que els Mateuet de Garòs provenien dels Mateuet de Gessa.